# Adrián Sigfred
Elvis Sigfred Munguía (San Pedro Sula, Honduras, 30 de agosto de 1984), más conocido como Adrián Sigfred Munguía es un cantante, compositor, productor de televisión, productor musical, presentador de televisión, locutor de radio e instructor de inglés con especialidad en fonética articulatoria de la Universidad de Texas. 

## Primeros pasos

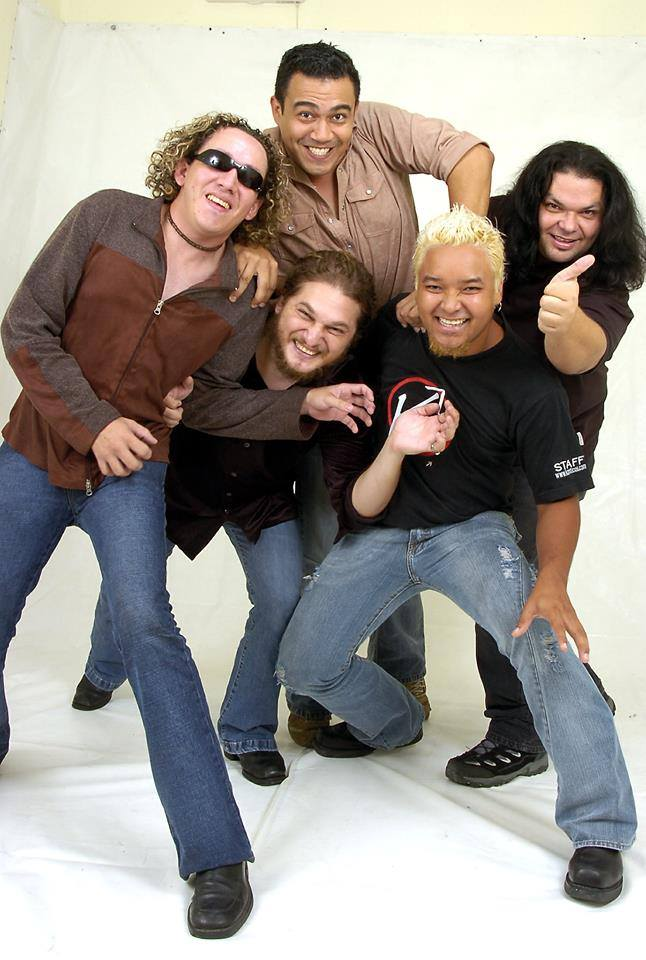
Preparando lanzamiento de segundo álbum "Amigos o Enemigos" 2006

Adrián Sigfred comienza su carrera como cantante, formando parte de la afamada banda Khaoticos, con quien comenzó a tener éxito local, nacional y finalmente internacional, gracias a la increíble energía de la banda y a su productor y líder Max Urso. Khaoticos comenzó su lista de contribuciones internacionales en la compilación Around the universe in 80 minutes, con la versión de la canción «Dr. Marvello» junto al máximo exponente de la música caribeña centroamericana a nivel internacional, Guillermo Anderson, un disco doble en Europa tributo a THE CLASH, con la canción «London Calling» y el disco tributo italiano a Luis Miguel “más che never” con la colaboración de Angelo Elle. 
Khaoticos cuenta con dos discos de estudio: «Regalando cereza a lucia 2004» de cual destacan canciones como «Mañana Mismo» «Hablame Miénteme» y «Estrella». «Amigos o Enemigos 2006», su segundo álbum fue producido gracias a Pepsico, al cual le siguió una gira nacional, estrenaron como sencillo «Si Vuelves» que tuvo rotación en Ritmosonlatino.  La revista de entretenimiento VARIETY comentó que khaoticos formaría parte del soundtrack del documental dirigido por Francesco Cabras, Alberto Molinari  y en donde participan Mel Gibson, Monica Bellucci, Sergio Albelli , en el documental "The Big Question" basado en la película  «La Pasión de Cristo».

## Carrera como solista
Adrián Sigfred se convierte en el primer hondureño en clasificar para Latinamerican Idol viaja Colombia y Argentina. A su regreso decide aprovechar el momento y lanzar su primer sencillo «Atrapado». Estrena el sencillo en la final de la batalla de las bandas Pepsi Max. Adrian sigfred graba dos sencillos «Promesas» y «Mírame» junto a la banda Password ganadora de la Batalla de las Bandas Pepsi Max.
Los sencillos no fueron promocionados ya que el reconocimiento del talento de este lo llevó a ser reclutado por la BANDA BLANCA.  Adrián ahonda en a la música caribeña y música tex mex, música de banda etc. 
Como compositor Adrián Sigfred ha compuesto temas para Sonny y Fernando (Gandores de la primera batalla de las badas PEPSI). También compuso el primer tema de la Diva de la bachata karli Ortega, y el himno oficial de la Editorial Grupo OPSA. También innumerables comerciales de radio y televisión.

## Radio y Televisión
En 2009 Adrián Sigfred comenzó a trabajar en radio Magia FM 88.1 como locutor y en televisión como asistente de producción en el canal de televisión Sulavision, para programas deportivos y noticieros. Luego forma parte como presentador del programa Esta mañana e Inside the Music Honduras. Para luego tener un programa nocturno llamado «Hoy Toca» junto a Loyda Giron. En el 2015 ambos estarían juntos en el programa de televisión «SIN TABU» trasmitido por Canal 6 Honduras los domingos a las 9 PM. Tratando temas relacionados con la sexualidad en general.

## Proyectos Actuales
Adrián Sigfred actualmente forma parte de la banda ENéRGIA, Junto con Ezri David García, Inés Soriano ( Compositor y Productor Musical) Y David Barahona. Uno de los temas compuesto por Adrián e Inés forma parte del compilado musical de TUNKUL VOL.2 con la canción «Atravesar en contra».   

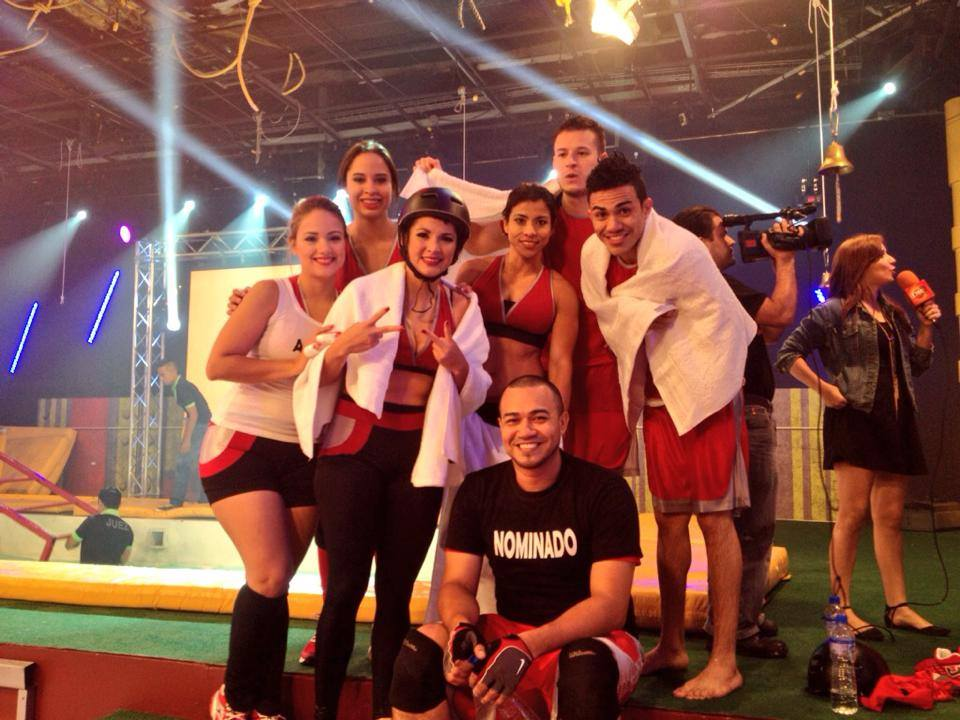
Participando en Calle 7 Honduras VIP

En 2014 fue invitado para formar parte de Calle 7 Honduras VIP, en donde su grupo rojo se coronó como ganador, trasmitido por Canal 11 Honduras de lunes a viernes a las 7 PM.
Adrián lanzó su álbum " Canciones and Other Songs" el 30 de enero de 2023. Donde incluye canciones desde su debut como solista con la canción "Atrapado" hasta su contribución musical con Sonny Moran en "Uno Más". La producción musical de dicho álbum incluye a productores de la talla de Guayo Cedeño, Josue Cuestas, Inés Soriano y Henry Anariba.
Lista de Canciones
1. Artapado
2. Promesas
3. Parece feat. EL IV NIVEL

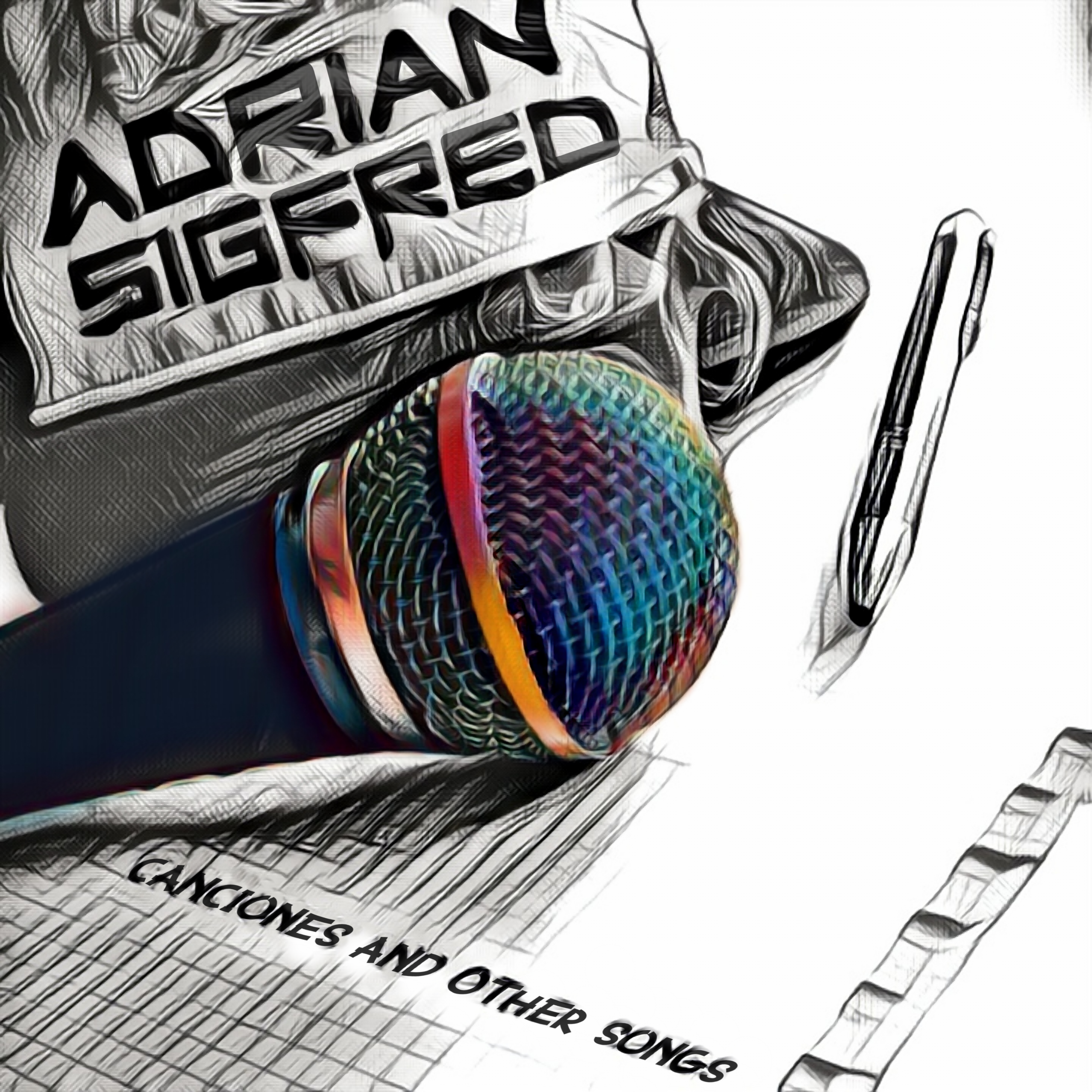
Portada de Álbum Adrián Sigfred

4. Cómo llegué aquí? feat Aura Sasso
5. I don't need myself at all
6. Simplemente feat. Inés Soriano
7. Atravesar en contra feat. Inés Soriano
8. Deja Vu ( Acoustic Version )
9. Uno Más feat Sonny Moran
10. Playa y Sol
11. Pon Mi Rumba feat El IV Nivel
12. Quiero Bailarte
13. Baila Para Mi (Prodigy MIX)
14. Que estés bien
15. Uno Más (Acústico) Feat, Sonny Moran
16. Mirame feat Password
17. Cada vez ( Deja Vu) feat Jorge Flores
18. Letters ( Atrapado English Version)
19. Bitter Breakfast ( Promesas English Version)
20. Kaya Luna - Bitter Breakfast ( Adrián Sigfred cover)